# Romanze mit Amélie
Romanze mit Amélie ist eine deutsche Romanverfilmung der DEFA von Ulrich Thein aus dem Jahr 1982 nach dem gleichnamigen Roman des Schriftstellers Benito Wogatzki von 1977.

## Handlung
Dem Film vorangestellt ist ein Zitat aus dem Roman: „Es war, soviel muß ich sagen, eine große Liebe, und ich wäre gern daran zugrunde gegangen, wenn man mich nur gelassen hätte.“
Jürgen Siebusch ist mit seiner Mutter vor dem Bombenhagel in Berlin nach Hohengörse, einem märkischen Dorf, geflohen. Hier erlebt er das Ende einer Epoche, lebt in einer gefährlichen, lebensbedrohenden Zeit, in der das Unmenschliche besonders krass hervortritt; und er durchlebt das Niemandsland, das das noch Kind- und doch schon Erwachsensein trennt und verbindet. Um sich nützlich zu machen, wird er Gehilfe des Schäfers, dessen Aufgaben er, nach dessen wohl unfreiwilliger Abwesenheit, allein übernimmt. Ein geschlechtliches Abenteuer mit dem Dorfmädchen Dorle im Schafstall verwirrt ihn sehr. Er bekommt heraus, dass sie polnische Flüchtlinge heimlich in deren Versteck versorgt, was er aber nicht verrät.
Im Laufe der Zeit entwickelt sich eine Freundschaft mit Amélie, der Tochter der Gräfin, der das Gut gehört. Als im Gutshaus Briefe in russischer Sprache gefunden werden, flüchtet Amélie in die Schäferunterkunft auf den Feldern. Erst als sich herausstellt, dass die Briefe von einem russischen Adligen stammen, der von den Kommunisten verfolgt wurde, ist die Gefahr gebannt und Amélie kann zurück ins Dorf.
Der Gutsverwalter, dem die leichte Zuneigung der beiden nicht entgangen ist, schikaniert Jürgen mit schwerster Arbeit. In einem letzten Aufgebot wird Jürgen zum Volkssturm unter der Führung des Lehrers eingezogen. Dabei schützt er die polnischen Flüchtlinge, die aus dem Kirchturmfenster eine weiße Fahne hissen. Der Lehrer selbst wird später von dem anpassungsfähigen Gutsverwalter erschossen.
Nun kommt die Rote Armee immer näher und fährt mit Panzerkolonnen auf der Hauptstraße, etwa einen Kilometer vom Dorf entfernt, in Richtung Berlin. Jürgen und Amélie fliehen aus dem Dorf in eine Scheune mitten auf einem Feld. Hier kommt es zum Liebesakt der beiden. Als sich das Tor öffnet, ruft Jürgen: „Nun schießt doch schon endlich!“. Er nimmt an, dass es die Russen seien, aber es ist nur seine Mutter, die sich über die vorgefundene Situation sehr erregt. Mit einer gräflichen Wurst aus dem Fluchtpaket bringt er sie zum Schweigen – erst kommt das Fressen und dann die Moral.
Nach dem Ende des Krieges kommen beide wieder nach Hohengörse zurück. Hier wird das Gut der Gräfin im Rahmen der Bodenreform auf die Landarbeiter aufgeteilt. Auch für Jürgen ist ein Stück Land vorgesehen. Für Amélie ist es aber undenkbar, ein Stück von ihrem eigenen Land und Boden zu bewirtschaften. Sie will wieder weg und überzeugt Jürgen, ihre im Gutshaus eingemauerten, versteckten Wertsachen zu holen. Hierbei wird er aber erwischt, und als Amélie die Sachen mit Waffengewalt an sich nehmen will, wird sie von dem Dorfpolizisten erschossen.
Jürgen Siebusch schleppt sich erschöpft zur Gutsglocke. Über Jahrhunderte hat sie das Gesinde auf den Hof getrieben. Sein Schmerz, sein Ruf bleiben ungehört.

## Produktion
Romanze mit Amélie wurde von der Künstlerischen Arbeitsgruppe „Babelsberg“ auf ORWO-Color gedreht und hatte am 21. Januar 1982 im Berliner Kino International Premiere und lief auf den 32.  Internationalen Filmfestspielen Berlin 1982 als Wettbewerbsbeitrag.
Die Erstausstrahlung im ersten Programm des DDR-Fernsehens fand am 5. April 1983 statt. Im ZDF lief der Film am 30. September 1984.

## Kritik
Günter Agde fand im Filmspiegel, dass der Erzählfluss öfter ins Stolpern gerate, manches für die Handlung nötige Fabelelement sich auf eine bloße Information reduziere oder unverständlich wirke, auch ließen Klischees grüßen (vor denen Thein sich bislang immer gehütet habe). „Die daraus folgende Uneinheitlichkeit, sogar Unentschiedenheit verwirrt. Sie verwundert mich bei dem doch sonst beherzt zupackenden, erfahrenen Regisseur.“
Horst Knietzsch schrieb in der Tageszeitung Neues Deutschland: „Ulrich Thein vermochte nicht immer stilistische Ausgewogenheit zu wahren. Die poetisch dichte, überhöhte Szene stößt sich mit einer beiläufigen naturalistischen Erzählweise, die dann wieder plötzlich in Eruptivem kulminiert.“
Helmut Ullrich kam in der  Neuen Zeit vom 16. Januar 1981 zu dem Schluss, dass die dramaturgische Schwäche unübersehbar bleibe, „dass man sich nicht auf die nun gewiss schon über sich hinaus aussagekräftige Liebesgeschichte von Jürgen und Amelie konzentriert, sondern auch noch den Ehrgeiz hat, im Milieuspiegel eines Dorfes ein ganzes Panorama der Zeit zu fassen.“